# Oldenburger Turnerbund

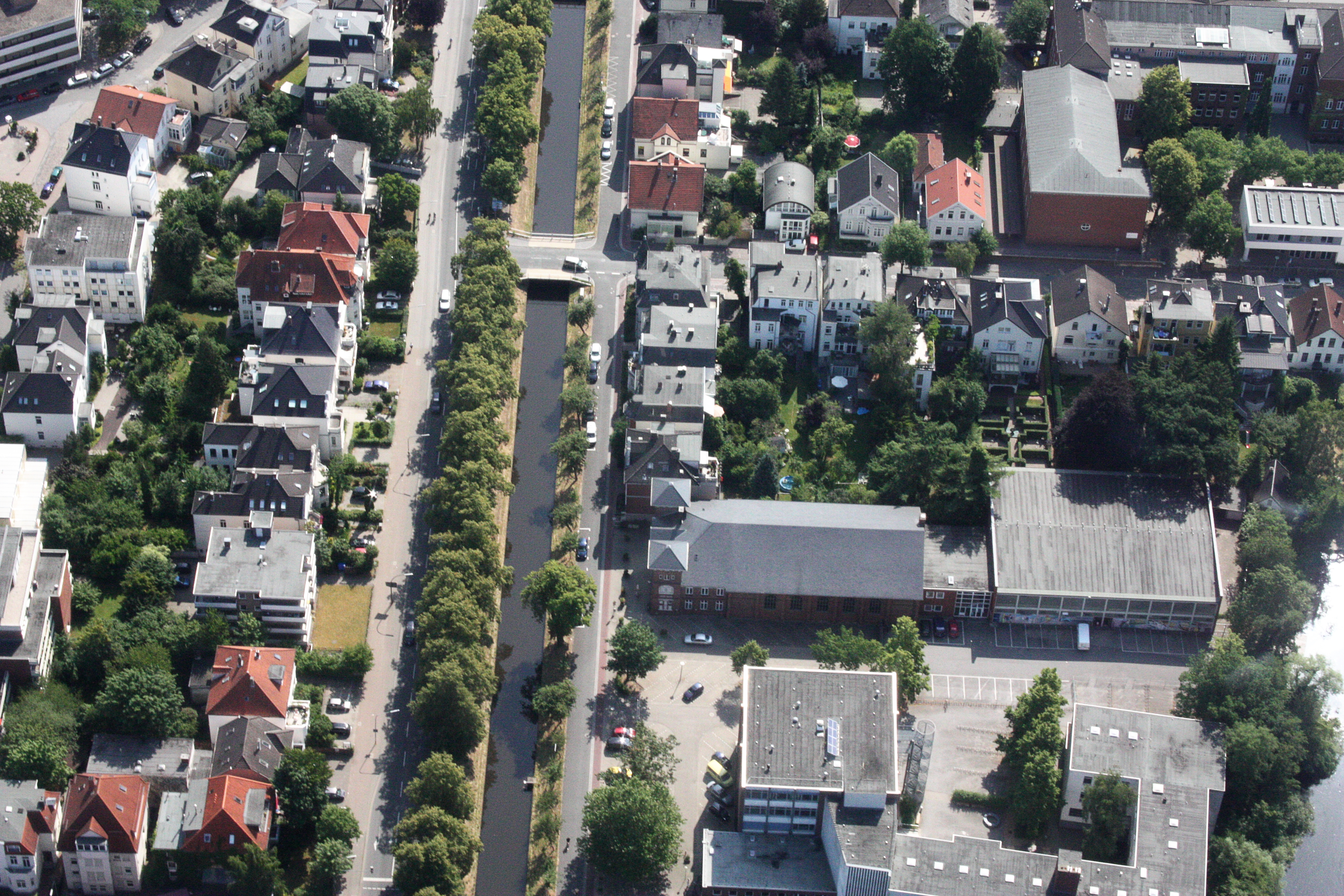
Alte Turnhalle (an der Haaren in Rot) und neue Turnhalle: Luftansicht

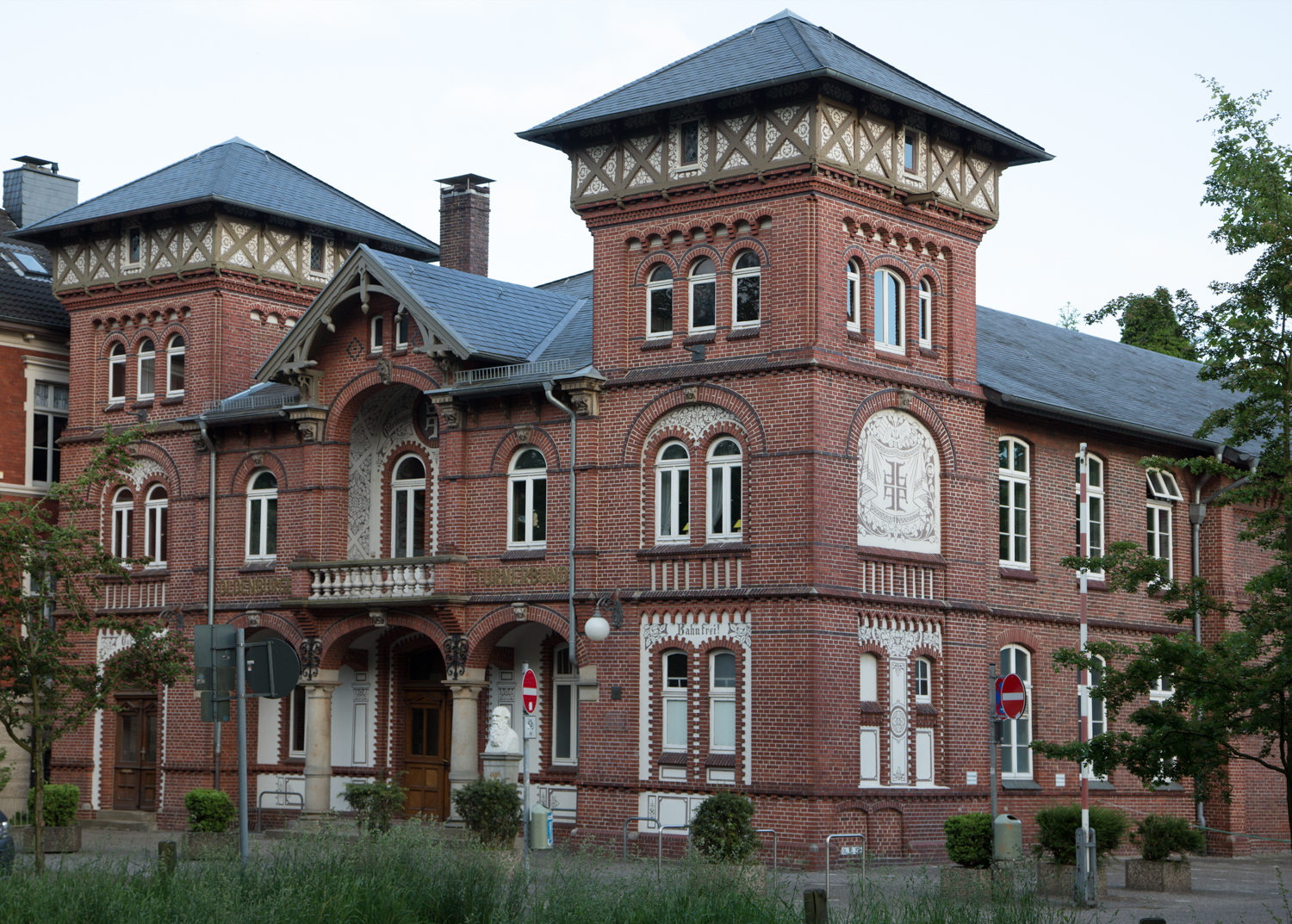
Alte Turnhalle am Haarenufer:
Ansicht von Nordwesten

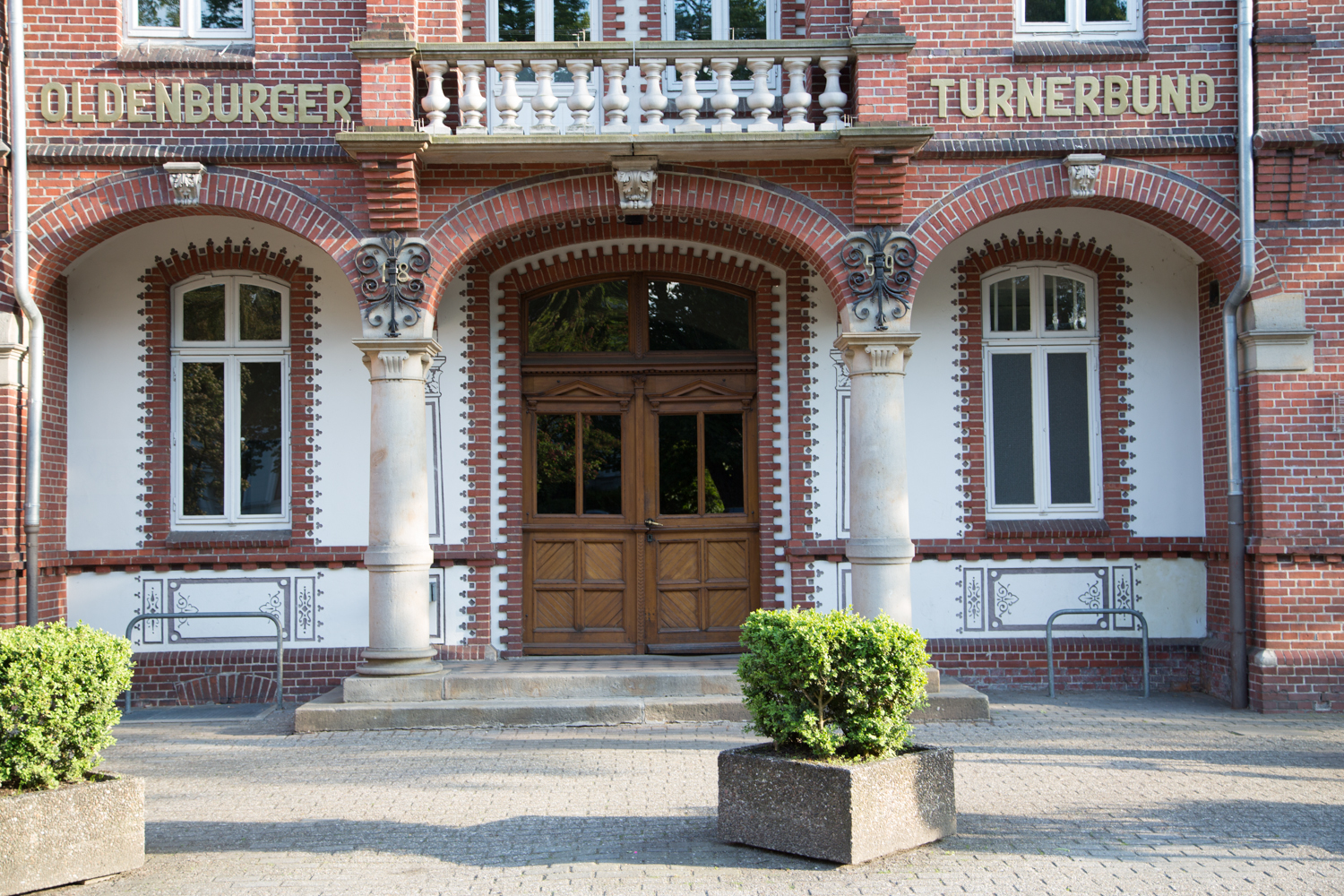
Eingangsbereich

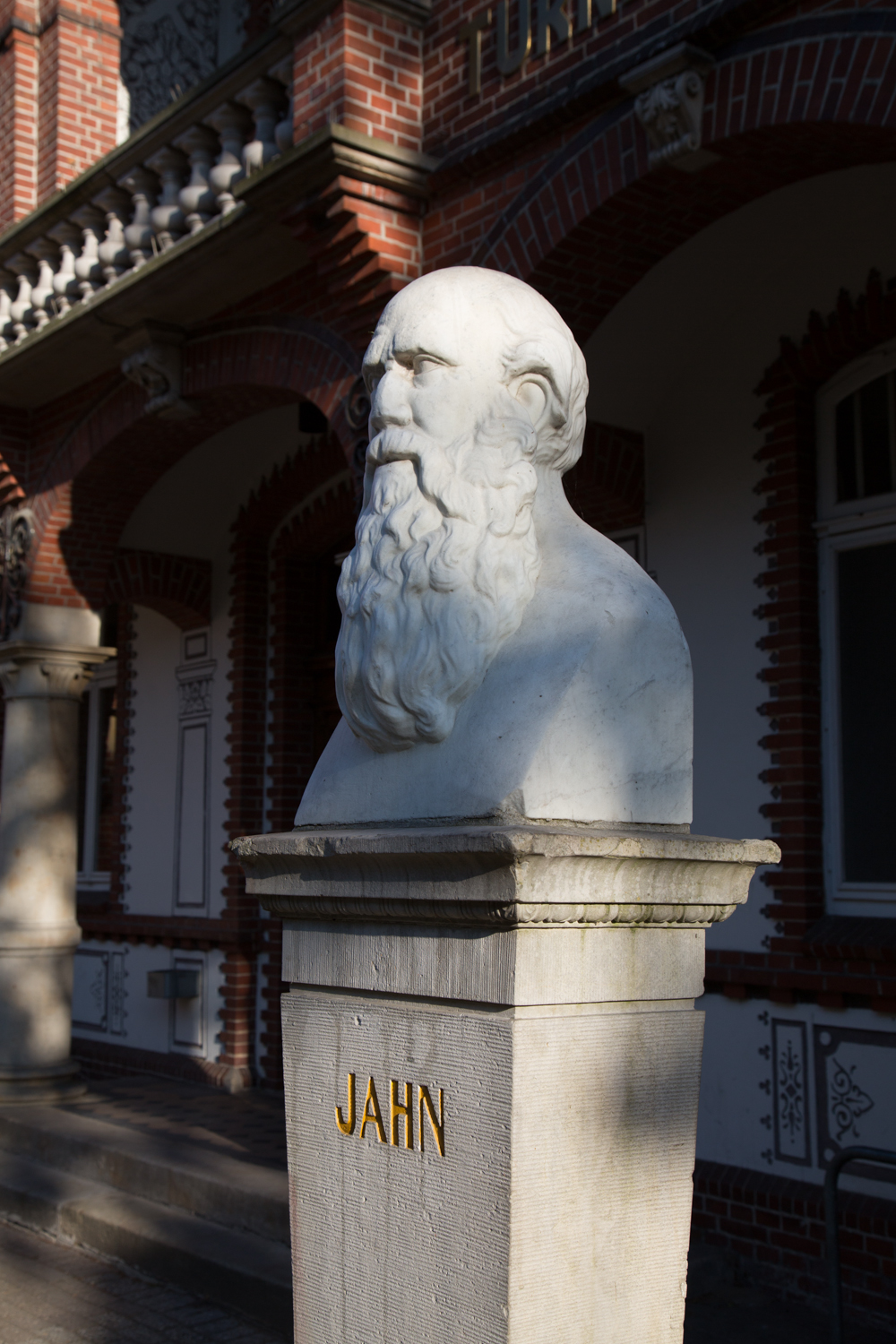
Jahn-Büste

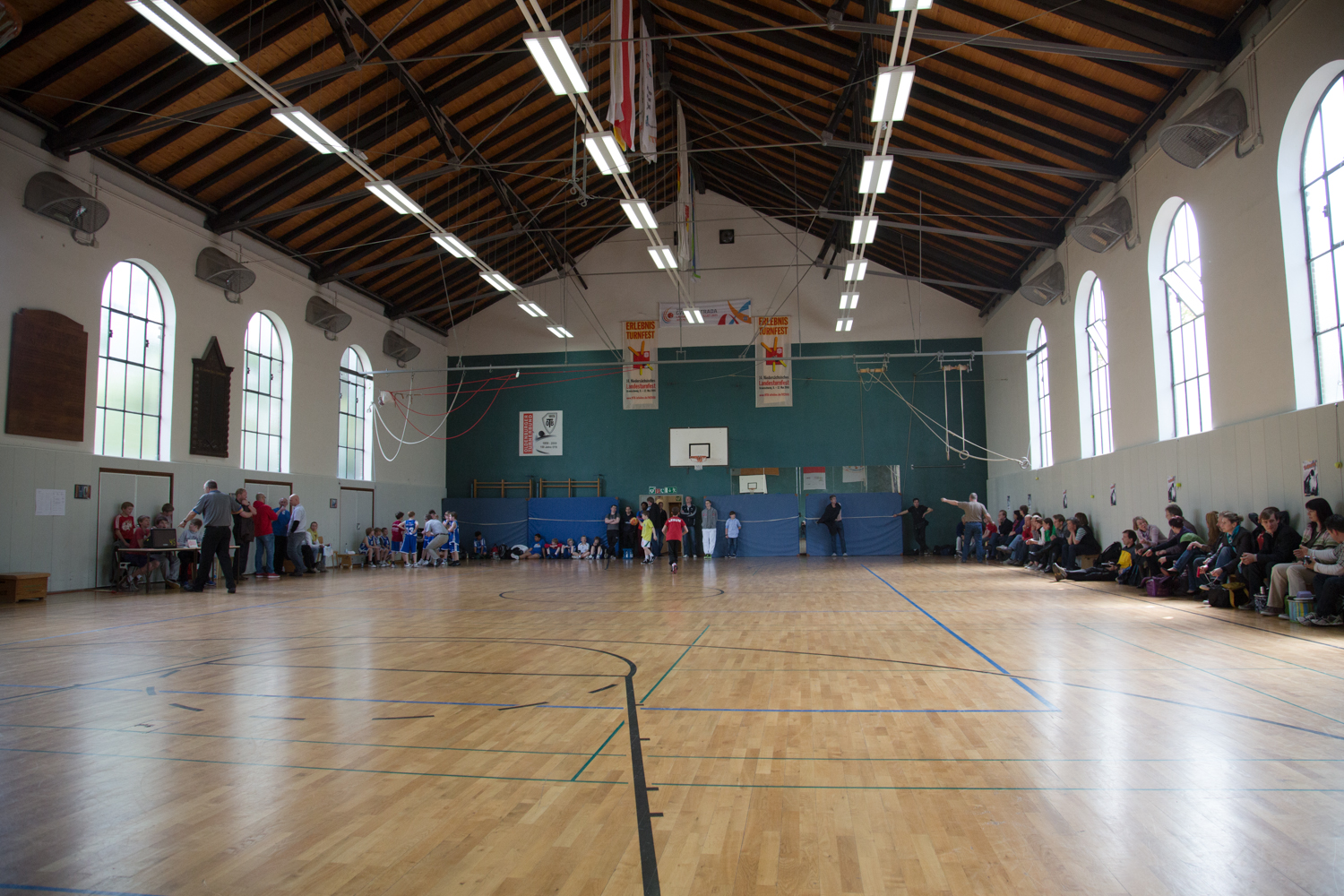
Innenansicht

Der Oldenburger Turnerbund (OTB) ist der mitgliederstärkste Sportverein der Stadt Oldenburg. Im Jahre 2009 feierte der OTB sein 150-jähriges Bestehen.

## Vereinsrecht
Der Verein wurde 1859 gegründet. Seine Rechtsfähigkeit erhielt der Verein am 8. Februar 1890 durch Verleihung des Großherzogs Peter II. von Oldenburg. Maßgebend ist die Satzung vom 4. April 2013.

## Geschichte
Die lebhafte Geschichte des OTB spiegelt sich in der Mitgliederbewegung wider.
| Jahr | Mitglieder |
| ---- | ---------- |
| 1859 | 12         |
| 1909 | 1.279      |
| 1959 | 2.466      |
| 2009 | rd. 4.500  |

Im Jahre 2006 wurden die Deutschen Meisterschaften der Senioren im Volleyball in Oldenburg ausgerichtet. 84 Mannschaften aus ganz Deutschland waren angereist.

## Sportstätten
Für seine Angebote unterhält der Verein vier vereinseigene Sportanlagen:
- Haarenufer 9, 26122 Oldenburg: 2 Sporthallen (Baujahr 1891 und 1965) mit Vereinsheim, Mehrzweckraum, Kinder-Club, Wellness-Bereich und Vereinsarchiv.
- Haareneschstr. 64, 26121 Oldenburg: Dreifeldhalle mit 2 Gymnastikräumen, Jugendraum und Gruppenraum (Baujahr 1976)
- Haareneschstr. 70, 26121 Oldenburg: OTB-Haus mit Vereinsgeschäftsstelle im Obergeschoss sowie dem OTB-Gesundheitsstudio auf 100 m² im Untergeschoss (seit 2005)
- Osterkampsweg 197, 26131 Oldenburg: Dreifeldtennishalle mit Club-Heim (Baujahr 1979), 7 Tennisaußenplätze, 4 Beachvolleyballplätze und 1 Bouleanlage mit bis zu 12 Bahnen

## Sportangebot
Ambulanter Herzsport, Badminton, Ballett, Basketball, Bauchtanz, Bewegungsschule, Bodystyling, Bosseln, Cheerleading, Chinesische Heilgymnastik, Eutonie, Faustball, Fitness, Fitness Oriental, Freier Tanz, Gerätturnen, Gesundheitsstudio, Gymnastik, Handball, Jazzgymnastik, Jazztanz, Judo, Kinderturnclub, Kinderturnen, Kunstturnen, Kreislauftraining, Leichtathletik, Mini-Club, Mini-Kinderturnclub, Moderner Tanz, Musical, Musik und Tanz, Orientalischer Tanz, Pilates, Psychomotorik, Rhythmische Sportgymnastik, Seniorensport, Sport für Ältere, Sport für Behinderte, Sport für Diabetiker, Sportakrobatik, Stepptanz, Taijiquan, Tanzen, Tennis, Tischtennis, Trommeln, Arabisch, Turnen, Volleyball, Walking, Wandern, Wassergymnastik, Wellness, Wirbelsäulengymnastik und Yoga

## Erfolge
- Feldhandball, Frauen: Deutscher Meister 1921
- Schleuderball, Männer: Deutscher Meister 1921 und 1922, Vizemeister 1923
- Schlagball, Frauen: Deutscher Meister 1922, Vizemeister 1923 und 1928
- Tischtennis, Männer: Deutscher Mannschaftsmeister 2017[7] und 2018[8] (jeweils Senioren 40 und Senioren 50)

Die ersten drei Titel wurden innerhalb der Deutschen Turnerschaft errungen. Diese Deutschen Meisterschaften werden heute nicht mehr ausgetragen (s. a. Turnspiele).

## Abteilung Basketball
Beim OTB wird seit 1954 Basketball gespielt, 1964 wurde der OTB Meister der Oberliga Nord. Die Männermannschaft des Oldenburger Turnerbundes gehörte 1966 zu den zwanzig Gründungsmitgliedern der Basketball-Bundesliga des DBB. 1971 folgte der Abstieg. Danach kamen noch zwei Erstliga-Teilnahmen, ansonsten war der Verein in der zweiten Liga meist vorne dabei. Im Jahre 2000 stieg der OTB erneut in die erste Liga auf. Im darauffolgenden Jahr wurden die EWE Baskets Oldenburg gegründet, die seither in der Basketball-Bundesliga spielen.
2011/2012 schaffte die Mannschaft den Aufstieg in die 2. Bundesliga ProB und agiert damit zwei Ligen unterhalb der EWE Baskets Oldenburg als Farmteam. Seit 2012 geht die Männermannschaft des OTB in einer Spielgemeinschaft mit der Baskets Akademie Weser-Ems (BAWE) an den Start. Per Doppellizenz werden vor allem junge Spieler sowohl bei den EWE Baskets wie auch bei BAWE/OTB eingesetzt. Zusammen mit den EWE Baskets ist der OTB Mitglied der Baskets Akademie Weser-Ems, mit dem Ziel junge Spieler zu fördern und auszubilden. 2014 und 2015 gewann BAWE/OTB die Meisterschaft in der drittklassigen 2. Bundesliga ProB, es wurde jeweils auf den Aufstieg in die zweite Liga verzichtet. Mladen Drijenčić wurde im Frühjahr 2015 vom Cheftrainer bei BAWE/OTB zum Cheftrainer der EWE Baskets befördert. Im Anschluss an die Spielzeit 2019/20, die wegen der COVID-19-Pandemie vorzeitig beendet wurde, wurde die Mannschaft aus der 2. Bundesliga ProB zurückgezogen. Dann aber in der Saison 24/25 gelingt der Aufstieg zurück in die 2. Bundesliga Pro B unter Trainer Dejan Stojanovski gegen den VfL Stade.
Bekannte aktuelle und ehemalige Spieler:
- Marco Adamczewski: bis 2010 langjähriger Leistungsträger des OTB
- Paul Albrecht: in der Jugend beim OTB und zwischen 2012 und 2014 bei BAWE/OTB, Leistungsträger bei ProB-Meisterschaft 2014
- Kai Haenig: zwischen 2011 und 2016 bei BAWE/OTB, Leistungsträger bei ProB-Meisterschaften 2014 und 2015
- Chris Heinrich: 2011 bis 2013 in Oldenburg
- Dominic Lockhart: Leistungsträger bei ProB-Meisterschaften 2014 und 2015
- Joleik Schaffrath: in der Jugend beim OTB und bis 2008 in der Regionalliga
- Kevin Smit: in der Jugend beim OTB, danach BAWE/OTB und EWE Baskets: Leistungsträger bei ProB-Meisterschaft 2014
- Michael Taylor: von 2011 bis 2014 in Oldenburg; 2012 Spieler des Jahres der 1. Regionalliga Nord, 2014 Spieler des Jahres der 2. Bundesliga ProB (jeweils von eurobasket.com benannt)
- Jan Niklas Wimberg: in der Jugend beim OTB, danach BAWE/OTB und EWE Baskets: Leistungsträger bei ProB-Meisterschaften 2014 und 2015
- Alexander Witte: langjähriger Leistungsträger und Kapitän bei ProB-Meisterschaft 2014
- Colin Schroeder: Deutscher U-Nationalspieler und großes Talent der EWE Baskets Oldenburg

## Abteilung Sportakrobatik
Die Sportakrobatik-Abteilung besteht seit 2012 und hat sich aus der Abteilung Turnen gegründet, um der erheblichen Nachfrage an dieser Sportart durch die enormen Erfolge der Showgruppen „New Power Generation“ (NPG). „Young Generation“ und „Showgirls“ neue Entwicklungsmöglichkeiten zu geben.
Unter der sportlichen Leitung von Christiane und Manuel Karczmarzyk konnten die NPG eine Goldmedaille bei den Weltmeisterschaften „Gym for Life“ in Kapstadt – Südafrika gewinnen.
Seit 2013 nehmen die Sportler an den nationalen wie auch internationalen Meisterschaften des Niedersächsischen Turner-Bundes, Deutschen Turner-Bundes und Deutschen Sportakrobatik Bundes teil. Im Jahr 2014 konnten in kurzer Zeit 3 Landes- und 4 Nordwestdeutsche Meistertitel errungen werden.

## Abteilung Volleyball
Die Volleyball-Abteilung besteht aus sieben Frauen-, drei Männer- und zahlreichen Jugendmannschaften. Die erste Frauenmannschaft spielt in der Dritten Liga West, die erste Männermannschaft in der Oberliga Niedersachsen/Bremen. Die Nationalspielerin Maren Brinker spielte von 2002 bis 2005 beim Oldenburger TB in der Regionalliga.

## Abteilung Tischtennis
Die Tischtennis-Abteilung ist hauptsächlich bekannt für die Erfolge im Seniorenbereich. Hier wurden sowohl in der Altersklasse Ü40 als auch Ü50 mehrere Titel gewonnen. Besondere Aufmerksamkeit erhält der Verein durch Verpflichtungen von ehemaligen Weltklasse- und Nationalspielern für die Seniorenteams. So spiel(t)en unter anderem bereits für den OTB Jan-Ove Waldner, Mikael Appelgren, Steffen Fetzner, Torben Wosik und Wang Yansheng.